# Filip Deutsch Maceljski
Filip Deutsch pl. Maceljski (rođen: Freivel Benjamin Deutsch) (Zagreb, 16. ožujka 1828. – Zagreb, 6. svibnja 1919.) hrvatski plemić, filantrop i industrijalac koji je imao značajan utjecaj na gospodarski uzlet i razvitak Turopolja.

## Životopis
Deutsch je rođen u poznatoj zagrebačko-židovskoj obitelji, 16. ožujka 1828. godine. Bio je oženjen za Amaliju Schwarz-Deutsch s kojom je imao trojicu sinova: Vilima, Alberta i Benka. Sinove je školovao u austrijskom Mariabrunnu pokraj Beča. Deutschovi sinovi su kasnije u životu postali poznati industrijalci i filantropi. Od mladih dana Deutsch je bio aktivan i uspješan poduzetnik. U zagrebačkoj Vlaškoj ulici je posjedovao skladište i trgovinu drva za građu i ogrjev. 1884. godine njegova tvrtka "Filip Deutsch i sinovi Zagreb" je proizvela 12 potpornih stupova (stupišta) za stari podsusedski most. Već potkraj travnja 1884. godine Deutschova tvrtka je postavila stupišta, za ondašnje prilike u rekordnom roku. 1910. godine Deutsch je kupio od turopoljske Plemenite opčine pedesetak jutara zemlje. Deutsch je odmah počeo dizati objekte za pilanu, zgrade sa stanom za upravitelje, kuće za radnike i stručnjake koje je doveo iz Zagreba i drugih krajeva Hrvatske. Kuće za radnike su građene u nizu i nazvane su "Kolonija". U rekordnom roku podignuti su svi objekti i već u lipnju, odnosno srpnju 1911. godine "Paropilana Filipa Deutscha sinova" je počela s proizvodnjom rezane građe, uglavnom hrastovine iz turopljskih šuma. Gladni i siromašni seljaci iz obližnjih sela odmah su potražili posao kod Deutscha. Mnogi su zauvijek napustili svoja ognjišta i radije izabrali težak, ali sigurniji kruh drvodjelskog, pilanskog ili šumskog radnika. Kapacitet pilane bio je 40.000 m3, s pet gatera, jednim venecijanerom s vlastitom električnom centralom za pogon pilane i rasvjetu mjesta. Deutsch nije razbacivao novac, već je u budućnosti razvijao i širio proizvodne kapacitete pilane prema potrebi. Zaslužan je za financiranje i gradnju 10 kilometara željezničke pruge od Burdelja do Turopoljskog luga. Na svome vrhuncu Deutschova pilana je zapošljavala 600 radnika. Deutsch je za tadašnje vrijeme svoje radnike tretirao više nego pošteno. Deutschovi radnici su imali osam satni radni dan, tople obroke, pristojne plaće i smještaj unutar "Kolonije" za svakog radnika. Osim toga, Deutsch je bio veliki čovjekoljub koji je često pomagao siromašne i potrebite. U Zagrebu je dva puta na godinu darovao tri vagona drva za ogrjev tijekom zime. Za svoj doprinos razvitku Turopolja, Deutschu je 1910. godine kralj Franjo Josip I. dodijelio plemstvo s predikatom Maceljski, prema maceljskoj šumi.
Filip Deutsch pl. Maceljski je umro u Zagrebu 6. svibnja 1919., te je pokopan u obiteljskoj grobnici na mirogojskim arkadama.